# Gakken
Gakken Co., Ltd. (株式会社学習研究社 Kabushiki-gaisha Gakushū Kenkyū Sha) entreprise japonaise créée à Tokyo en 1946.
Ils ont créé des jeux éducatifs électroniques Gakken EX-System avec des Denshi block (cube de plastique) pour les enfants à la maternelle.
Ils sont aussi une maison d'édition qui publie divers sujets sur les sports, la musique, l'art, l'histoire, l'animation, la cuisine et les puzzles éducatifs. Ils ont aussi participé à la production de films, dont Solar Crisis.

## Magazines Publiés
- Megami Magazine (メガミマガジン, Megami Magajin?)
- Megami Créators (メガミマガジン・クリエイターズ)
- Animedia (アニメディア)
- Animedia DVD Magazine (アニメディアＤＶＤ)
- Kuchikomi (クチコミ＆投稿マガジン)
- Voice (声優アニメディア)
- Gakken purely (Mangas Adulte)

## Mangas
- Magical Girl Lyrical Nanoha A's (魔法少女リリカルなのは エース Mahō Shōjo Ririkaru Nanoha Ēsu) de Maki Tsuzuki
- Ragnarock City (ラグナロックシテイ, Ragunarokku Shitei?)  (Hentai) de Satoshi Urushihara
- Gemini knives (ジェミニ・ナイヴ, Jemini Naivu?) de Keiji Gotoh
- L'École impudique (ハレンチ学園, Shameless School)   (Hentai) de Gō Nagai
- Johji Manabe Presents: Maina Kishin Sōki" (1 volume, Gakken)
- Simoun (anime) Simoun Magical Biyūden 2006 de Hayase Hashiba
- The Venus Wars (ヴイナス戦記, Vinasu Senki?)
- Plastic Little (プラスチックリトル, Plastic Little?) de Satoshi Urushihara
- Legend of Lemnear (極黒の翼 バルキサス)
- Special Duty Combat Unit Shinesman (特務戦隊シャインズマン, Tokumu Sentai Shainzuman?) de Kaimu Tachibana
- Gauche the Cellist (セロ弾きのゴーシュ, Sero Hiki no Goushu) de Kenji Miyazawa
- Yotsunoha (よつのは, Yotsunoha?)  (Four-leaf clover) de Haikuo Soft

## Jeux
- Gakken Baseball (1979) LED
- Gakken Runaway (LCD)
- Gakken Baseball 3 (LCD)
- Gakken Amidar 1981 (LCD)
- Nankyoku Monogatari /Antarctica (LCD)
- Gakken Backgammon (LCD)
- Gakken Space Galaxy / Battle Front (VFD)
- Gakken Big Wrestler
- Gakken Black Jack  (LCD)
- Gakken Trojan Horse / Cheval de Troie (1981) (LCD)
- Gakken Checker Flag (LCD)
- Gakken Circus (LCD)
- Gakken Defender (VFD)
- Gakken Dig Dug  (VFD) (Atari)
- Gakken Donkey Angler (LCD)
- Gakken Fishing (1981) (LCD)
- Gakken Fishing Boy (LCD)
- Gakken Fitter (1982)  (VFD)
- Gakken Football (American Soccer) (VFD)
- Gakken Frogger
- Gakken Galaxy Invader 1000  (VFD)
- Gakken Gun Fighter
- Gakken Jumping Boy
- Gakken Moon Patrol (1982) (LCD)
- Gakken Pinball (LCD)
- Gakken Super Cobra (VFD)

Note : Source www.handheldmuseum.com 

Note : VFD = Jeu électronique